# Колпашевская епархия
Колпа́шевская епа́рхия — епархия Русской православной церкви, объединяющая приходы и монастыри в северно-западной части Томской области (в границах Александровского, Бакчарского, Верхнекетского, Каргасокского, Колпашевского, Кривошеинского, Молчановского, Парабельского, Чаинского районов, а также города Стрежевой). Входит в состав Томской митрополии.

## История
Поводом к созданию епархии стал рапорт архиепископа Томского и Асиновского Ростислава, где он предлагал образовать новую епархию для северных районов Томской области:

18,81 % населения [Томской области] проживают в северных районах. Многие населённые пункты значительно удалены от основных трасс и потому посещаются архиереем не часто. <…> Открытие архиерейской кафедры в этой части Томской области было бы полезным для дальнейшего развития церковной жизни.

12 марта 2013 года Священный Синод постановил образовать Колпашевскую епархию, выделив её из состава Томской епархии, с включением обеих епархий в состав новообразованной Томской митрополии. Правящему архиерею постановлено иметь титул «Колпашевский и Стрежевской».

## Архиереи
- 31 марта 2013 — 24 марта 2022 — Силуан (Вьюров)
- 24 марта 2022 — 31 марта 2024 — Ростислав (Девятов) (в/у)
- c 31 марта 2024 года — Филарет (Тихонов)

## Благочиния
Епархия разделена на 3 церковных округа:
- Северное благочиние (Александровский район и городской округ Стрежевой)
- Центральное благочиние (Каргасокский, Парабельский, Верхнекетский, Колпашевский районы)
- Южное благочиние (Кривошеинский, Молчановский, Бакчарский и Чаинский районы)

## Монастыри
- Никольский монастырь в селе Могочино Молчановского района (женский)
- Спасо-Преображенский монастырь в селе Большой Волок Молчановского района (мужской)